# Camilo Moya
Camilo Andrés Moya Carreño (Puente Alto, Santiago, Chile, 19 de febrero de 1998) es un futbolista profesional chileno. Juega como volante en Unión La Calera de la Primera División de Chile.

## Carrera

### Universidad de Chile (2016-2022)
Formado en Club Universidad de Chile, debuta por la "U" en 2016, y al no tener mayores oportunidades va cedido por una temporada al Getafe "B" en 2017, donde si bien deja gratas sensaciones, vuelve para reforzar a San Luis, donde es titular gran parte de 2018. 
El 2019 vuelve a Club Universidad de Chile, y el técnico Hernan Caputto le otorga la titularidad en el medio campo donde "Moyita" responde con muy buenas actuaciones consolidándose en la alineación titular del equipo y ganándose así una renovación de su contrato.
El 2020 disputa el Torneo Preolímpico Sudamericano Sub-23 de 2020 con Chile, anotando un gol contra la selección de Ecuador.
El 9 de diciembre anota su primer gol en el profesionalismo. El rival fue Audax Italiano, en un partido válido por la fecha 22 de la Primera División de Chile 2020.

### O'Higgins (2022-2024)
Tras sumar pocos minutos en la primera rueda, Moya fue presentado el 16 de junio de 2022 como el nuevo refuerzo de O'Higgins de Rancagua de cara a la segunda rueda del Campeonato Nacional 2022. El volante debutó con el elenco celeste el 19 de junio en la derrota 1-0 sufrida frente a Fernández Vial por Copa Chile.

## Selección nacional

### Participaciones en Preolímpicos
| Competencia                | Sede     | Resultado    | PJ | Goles |
| -------------------------- | -------- | ------------ | -- | ----- |
| Preolímpico Sub-23 de 2020 | Colombia | Primera fase | 3  | 1     |

## Estadísticas

### Clubes
| Club                         | Div              | Temporada        | Liga  | Liga  | Copas nacionales | Copas nacionales | Torneos internacionales | Torneos internacionales | Total | Total |
| Club                         | Div              | Temporada        | Part. | Goles | Part.            | Goles            | Part.                   | Goles                   | Part. | Goles |
| ---------------------------- | ---------------- | ---------------- | ----- | ----- | ---------------- | ---------------- | ----------------------- | ----------------------- | ----- | ----- |
| Getafe "B" · España          | 3.ª              | 2017-18          | 5     | 0     | —                | —                | —                       | —                       | 5     | 0     |
| Getafe "B" · España          | Total club       | Total club       | 5     | 0     | 0                | 0                | 0                       | 0                       | 5     | 0     |
| San Luis · Chile             | 1.ª              | 2018             | 25    | 0     | —                | —                | —                       | —                       | 25    | 0     |
| San Luis · Chile             | Total club       | Total club       | 25    | 0     | 0                | 0                | 0                       | 0                       | 25    | 0     |
| Universidad de Chile · Chile | 1.ª              | 2019             | 11    | 0     | 3                | 0                | —                       | —                       | 14    | 0     |
| Universidad de Chile · Chile | 1.ª              | 2020             | 28    | 1     | —                | —                | 2                       | 0                       | 30    | 1     |
| Universidad de Chile · Chile | 1.ª              | 2021             | 19    | 1     | 2                | 0                | 2                       | 0                       | 23    | 1     |
| Universidad de Chile · Chile | 1.ª              | 2022             | 6     | 0     | 0                | 0                | 0                       | 0                       | 6     | 0     |
| Universidad de Chile · Chile | Total club       | Total club       | 64    | 2     | 5                | 0                | 4                       | 0                       | 73    | 2     |
| O'Higgins · Chile            | 1.ª              | 2022             | 14    | 0     | 3                | 0                | —                       | —                       | 17    | 0     |
| O'Higgins · Chile            | 1.ª              | 2023             | 22    | 0     | 5                | 0                | —                       | —                       | 27    | 0     |
| O'Higgins · Chile            | Total club       | Total club       | 36    | 0     | 8                | 0                | 0                       | 0                       | 44    | 0     |
| Total en carrera             | Total en carrera | Total en carrera | 125   | 2     | 18               | 0                | 4                       | 0                       | 147   | 2     |
| 1. 2. 3.                     |                  |                  |       |       |                  |                  |                         |                         |       |       |